# Mastrus pictipes
Mastrus pictipes là một loài tò vò trong họ Ichneumonidae.